# Croton guildingii
Espèce
Croton guildingii est une espèce de plantes à fleurs du genre Croton et de la famille des Euphorbiaceae, présente aux Îles du Vent dans les Antilles.
Il a pour synonyme :
- Croton curassavicus, Bold, 1914
- Croton guildingioides, Radcl.-Sm. et Govaerts, 1997
- Croton jardinii, Müll.Arg., 1865
- Croton subglaber, Urb., 1902
- Croton wullschlaegelianus, Müll.Arg., 1872
- Oxydectes guildingii, (Griseb.) Kuntze
- Oxydectes jardinii, (Müll.Arg.) Kuntze